# Biblis hyperia
Biblis hyperia is een vlindersoort uit de familie van de Nymphalidae. De wetenschappelijke naam van deze soort is voor het eerst gepubliceerd in 1779 door Pieter Cramer.

## Verspreiding
De soort komt voor in het zuiden van de Verenigde Staten, Midden-Amerika, Zuid-Amerika en in de Caraïben.

## Waardplanten
De rups leeft op Tragia volubilis (Euphorbiaceae).

## Habitat
Deze soort leeft in schaduwrijke vochtige bossen met doornachtige struiken. Verder vindt deze vlinder broedgelegenheid op open plekken in het bos, graslandjes en langs wegen en rivieren. De vlinders komen niet op bloemen maar worden aangetrokken door rottend fruit. Biblis hyperia kan worden aangetroffen tussen 0 en 1000 m boven zeeniveau.

## Ondersoorten
Deze soort heeft de volgende ondersoorten:
- Biblis hyperia aganisa Boisduval, 1836 - het zuiden van de Verenigde Staten en het noorden van Midden-Amerika
- Biblis hyperia hyperia (Cramer, 1779) - het zuidelijk deel van Midden-Amerika en de Caraïben.